# Ricardo de Ortega y Díez
Ricardo de Ortega y Díez (n. Madrid; 10 de agosto de 1838 - id.; 3 de diciembre de 1917) fue un general español.
Fue, de manera interina, Gobernador General de Puerto Rico en tres ocasiones durante la Guerra Hispano-Estadounidense y fue el último gobernador de Puerto Rico bajo la corona española, ya que le sucedió la administración colonial estadounidense que colocó a Nelson A. Miles como gobernador del archipiélago.

## Biografía
Nacido en Madrid, Ortega y Díez asistió al Colegio de Infantería y se convirtió en un subteniente a la edad de 17 años.
Desde 1859 hasta 1860, durante el reinado de Isabel II, sirvió en África, donde alcanzó el grado de capitán. El 24 de mayo de 1873, ascendió a general de brigada y participó en varias acciones contra los carlistas. En 1880, fue director de la Escuela Central de Tiro, siendo el inventor de un cargador rápido para fusiles en 1889.
En 1892, alcanzó el rango de general de división y regresó a África el año siguiente para trabajar con las tribus de Melilla. En 1895 fue gobernador Militar de Madrid. El 19 de febrero de 1896, fue nombrado segundo jefe de la Capitanía General de Puerto Rico y Gobernador Militar de San Juan de Puerto Rico.
Después de la Guerra Hispano-Estadounidense, recibió el grado de teniente general en 1901. En 1903 recibió el grado de Capitán General de las Islas Baleares hasta 1910. Ese año volvió ingresó en la reserva tras 54 años de servicio en el ejército.